# Lista de lições da Escola Sabatina
Lista de lições da Escola Sabatina editadas pela Casa Publicadora Brasileira da Igreja Adventista do Sétimo Dia para o Brasil e para outros países de uso da língua portuguesa. Muitos adventistas guardam lições passadas para serem utilizadas como fonte de pesquisa, por se tratar de um órgão oficial da Igreja, e por ser publicada desde 1852, antes mesmo da organização da IASD, que ocorreu em 1863.

## Adultos
| ANO  | TRIMESTRE | TÍTULO                                                  | TEMA              | AUTOR(ES)                           |
| ---- | --------- | ------------------------------------------------------- | ----------------- | ----------------------------------- |
| 2025 | 3T2025    | O Livro de Êxodo                                        | Antigo Testamento | Jiří Moskala                        |
| 2025 | 2T2025    | Alusões, Imagens e Símbolos                             | Escatologia       | Shawn Boonstra                      |
| 2025 | 1T2025    | O Amor e a Justiça de Deus                              | Divindade         | John C. Peckham                     |
| 2024 | 4T2024    | Temas do Evangelho de João                              | Evangelhos        | E. Edward Zinke; Thomas R. Shepherd |
| 2024 | 3T2024    | O Evangelho de Marcos                                   | Evangelhos        | Thomas R. Shepherd                  |
| 2024 | 2T2024    | O Grande Conflito                                       | Escatologia       | Mark Finley                         |
| 2024 | 1T2024    | O Livro dos Salmos                                      | Vida Cristã       | Dragoslava Santrac                  |
| 2023 | 4T2023    | Missão de Deus, Minha Missão                            | Missiologia       | Diversos autores                    |
| 2023 | 3T2023    | Efésios                                                 | Eclesiologia      | John K. McVay                       |
| 2023 | 2T2023    | As Três Mensagens do Apocalipse                         | Escatologia       | Mark Finley                         |
| 2023 | 1T2023    | Administradores Fiéis: À Espera do Mestre               | Mordomia          | G. Edward Reid                      |
| 2022 | 4T2022    | Vida, Morte e Eternidade                                | Escatologia       | Alberto R. Timm                     |
| 2022 | 3T2022    | Provados Pelo Fogo                                      | Vida Cristã       | Gavin Anthony                       |
| 2022 | 2T2022    | Gênesis                                                 | Criacionismo      | Jacques B. Doukhan                  |
| 2022 | 1T2022    | Hebreus: Mensagem Para os Últimos Dias                  | Escatologia       | Félix H. Cortez-Valles              |
| 2021 | 4T2021    | A Verdade Presente em Deuteronômio                      | Soteriologia      | Clifford R. Goldstein               |
| 2021 | 3T2021    | Descanso em Cristo                                      | Vida Cristã       | Gerald e Chantal Klingbeil          |
| 2021 | 2T2021    | A Promessa: A Aliança Eterna de Deus                    | Soteriologia      | Gerhard F. Hasel                    |
| 2021 | 1T2021    | Isaías: Consolo Para o Povo de Deus                     | Eclesiologia      | Roy E. Gane                         |
| 2020 | 4T2020    | Educação e Redenção                                     | Educação Cristã   | Diversos autores                    |
| 2020 | 3T2020    | Fazendo Amigos para Deus                                | Eclesiologia      | Mark Finley                         |
| 2020 | 2T2020    | Como Interpretar as Escrituras                          | Hermenêutica      | Frank e Michael Hasel               |
| 2020 | 1T2020    | Daniel                                                  | Escatologia       | Elias Brasil de Souza               |
| 2019 | 4T2019    | Esdras e Neemias                                        | Antigo Testamento | Jiří Moskala                        |
| 2019 | 3T2019    | Meus Pequeninos Irmãos: Servindo Aos Necessitados       | Eclesiologia      | Jonathan Duffy                      |
| 2019 | 2T2019    | Estações da Família                                     | Lar e Família     | Claudio e Pamela Consuegra          |
| 2019 | 1T2019    | O Livro do Apocalipse                                   | Escatologia       | Ranko Stefanović                    |
| 2018 | 4T2018    | Unidade em Cristo                                       | Cristologia       | Denis Fortin                        |
| 2018 | 3T2018    | O Livro de Atos dos Apóstolos                           | Eclesiologia      | Wilson Paroschi                     |
| 2018 | 2T2018    | Preparação Para o Tempo do Fim                          | Escatologia       | Norman R. Gulley                    |
| 2018 | 1T2018    | Mordomia Cristã: Motivos do Coração                     | Mordomia          | John H. H. Matheus                  |
| 2017 | 4T2017    | Salvação Somente Pela Fé: o Livro de Romanos            | Soteriologia      | Diversos autores                    |
| 2017 | 3T2017    | O Evangelho em Gálatas                                  | Epístolas         | Carl P. Cosaert                     |
| 2017 | 2T2017    | Apascenta as Minhas Ovelhas: 1 e 2 Pedro                | Epístolas         | Robert Mclver                       |
| 2017 | 1T2017    | O Espírito Santo e a Espiritualidade                    | Vida Cristã       | Fran Hasel                          |
| 2016 | 4T2016    | O Livro de Jó                                           | Vida Cristã       | Clifford R. Goldstein               |
| 2016 | 3T2016    | O Papel da Igreja na Comunidade                         | Eclesiologia      | Gaspar e Mary-Ellen Colón           |
| 2016 | 2T2016    | O Evangelho de Mateus                                   | Evangelhos        | Andy Nash                           |
| 2016 | 1T2016    | Rebelião e Redenção                                     | Soteriologia      | David Tasker                        |
| 2015 | 4T2015    | Jeremias                                                | Vida Cristã       | Imre Tokics                         |
| 2015 | 3T2015    | Missionarios                                            | Evangelismo       | Borge Schantz                       |
| 2015 | 2T2015    | O Evangelho de Lucas                                    | Evangelhos        | John M. Fowler                      |
| 2015 | 1T2015    | Provérbios                                              | Vida Cristã       | Jaques Doukhain                     |
| 2014 | 4T2014    | Carta de Tiago                                          | Epístolas         | Clinton Wahlen                      |
| 2014 | 3T2014    | Ensinos de Jesus                                        | Cristologia       | Carlos Steger                       |
| 2014 | 2T2014    | Cristo e Sua Lei                                        | Soteriologia      | Keith Augustus Burton               |
| 2014 | 1T2014    | Discipulado                                             | Eclesiologia      | Dan Soli                            |
| 2013 | 4T2013    | O Santuário                                             | Soteriologia      | Martin Probstle                     |
| 2013 | 3T2013    | Reavivamento e Reforma                                  | Eclesiologia      | Mark Finley                         |
| 2013 | 2T2013    | Busque ao Senhor e Viva                                 | Soteriologia      | Zdravko Stefanovic                  |
| 2013 | 1T2013    | Origens                                                 | Criacionismo      | L. James Gibson                     |
| 2012 | 4T2012    | Crescendo em Cristo                                     | Vida Cristã       | Kwabena Donkor                      |
| 2012 | 3T2012    | Epístolas aos Tessalonicenses                           | Epístolas         | Jon Paulien                         |
| 2012 | 2T2012    | Evangelismo e Testemunho                                | Evangelismo       | Joe A. Webb                         |
| 2012 | 1T2012    | Vislumbre do Nosso Deus                                 | Divindade         | Jo Ann Davidson                     |
| 2011 | 4T2011    | O Evangelho em Gálatas                                  | Epístolas         | Carl P. Cosaert                     |
| 2011 | 3T2011    | Adoração                                                | Vida Cristã       | Diversos autores                    |
| 2011 | 2T2011    | Vestes da Graça                                         | Soteriologia      | Diversos autores                    |
| 2011 | 1T2011    | A Bíblia e as Emoções Humanas                           | Vida Cristã       | Julian Melgosa                      |
| 2010 | 4T2010    | Figuras dos Bastidores                                  | Vida Cristã       | Gerald e Chantal Klingbeil          |
| 2010 | 3T2010    | A Redenção em Romanos                                   | Soteriologia      | Don F. Neufeld                      |
| 2010 | 2T2010    | Saúde e Cura                                            | Vida Cristã       | Diversos autores                    |
| 2010 | 1T2010    | O Fruto do Espírito                                     | Vida Cristã       | Richard O'Ffill                     |
| 2009 | 4T2009    | O Povo a Caminho: O Livro de Números                    | Antigo Testamento | Frank Holbrook                      |
| 2009 | 3T2009    | As Epístolas do Amado - 1, 2 e 3 João                   | Epístolas         | Ekkerhardt Mueller                  |
| 2009 | 2T2009    | A Caminhada Cristã                                      | Vida Cristã       | Bertram Melbourne                   |
| 2009 | 1T2009    | O Dom Profético Nas Escrituras e na História Adventista | Escatologia       | Gerhard Pfandl                      |
| 2008 | 4T2008    | A Doutrina da Expiação                                  | Soteriologia      | Ángel Manuel Rodriguez              |
| 2008 | 3T2008    | Mensageiros da Esperança                                | Evangelismo       | Gary Krause                         |
| 2008 | 2T2008    | Maravilhoso Jesus                                       | Cristologia       | Roy Adams                           |
| 2008 | 1T2008    | Discipulado Cristão                                     | Eclesiologia      | Bertram Melbourne                   |
| 2007 | 4T2007    | O Fogo do Ourives                                       | Vida Cristã       | Gavin Anthony                       |
| 2007 | 3T2007    | Na Bonança ou na Tempestade - Lições de Casais          | Lar e Família     | Gordon e Rosenita Christo           |
| 2007 | 2T2007    | A Bíblia Para Hoje                                      | Vida Cristã       | Jonathan e Kathleem Kuntaraf        |
| 2007 | 1T2007    | Eclesiastes                                             | Vida Cristã       | James W. Zackrison                  |
| 2006 | 4T2006    | A História dos Começos                                  | Antigo Testamento | Arthur J. Ferch                     |
| 2006 | 3T2006    | O Evangelho, 1844 e o Juízo                             | Escatologia       | Clifford R. Goldstein               |
| 2006 | 2T2006    | O Espírito Santo                                        | Divindade         | Arnold V. Wallenkampf               |
| 2006 | 1T2006    | As Famílias na Família de Deus                          | Lar e Família     | Ronald M. Flowers                   |
| 2005 | 4T2005    | Efésios - O Evangelho dos Relacionamentos               | Eclesiologia      | John M. Fowler                      |
| 2005 | 3T2005    | Recebendo a Jesus Como Senhor                           | Cristologia       | Derek Morris                        |
| 2005 | 2T2005    | Jesus aos Olhos de Marcos                               | Evangelhos        | William Johnson                     |
| 2005 | 1T2005    | Sua Maravilhosa Cruz                                    | Soteriologia      | Brian D. Jones                      |